# John Spencer, 8:e earl Spencer
Edward John Spencer, 8:e earl Spencer, född 24 januari 1924 i London, död 29 mars 1992 i London, var son till Albert Spencer, 7:e earl Spencer och hans hustru lady Cynthia Hamilton, dotter till James Hamilton, 3:e hertig av Abercorn.
Lord Spencer utbildades på Eton College, på Royal Military Academy Sandhurst och Royal Agricultural College. Han var också kapten vid regementet Royal Scots Greys i Storbritanniens armé. Lord Spencer tjänstgjorde i Andra världskriget från 1944 till 1945. Från 1947 till 1950 innehade han tjänsten som adjutant åt Malcolm Barclay-Harvey som då var guvernör av South Australia.
Lord Spencer arbetade med en mängd administrativa och politiska uppdrag. Han var bland annat High Sheriff av Northamptonshire (1959) och fredsdomare för Norfolk (1970). Han tjänstgjorde som hovstallmästare åt kung Georg VI (1950–1952) och åt drottning Elizabeth II (1952–1954), och fick orden Victoriaorden (M.V.O.) 1954.
Lord Spencer avled på Humana Hospital i Wellington i London, i en ålder av 68 år.

## Familj
Den 1 juni 1954 gifte sig lord Spencer och Frances Burke-Roche (1936–2004), dotter till Edmund Burke Roche, 4:e baron Fermoy, i Westminster Abbey; vigselförrättare var Percy Herbert, biskop av Norwich. De fick fem barn:
- Elizabeth Sarah Lavinia Spencer (1955–), (Lady Sarah McCorquodale)
- Cynthia Jane Spencer (1957–), (Jane Fellowes, Baroness Fellowes)
- John Spencer (1960), som dog tio timmar efter födseln.
- Diana Frances Spencer (1961–1997), (Diana, prinsessa av Wales) gift mellan 1981 och 1996 med Prins Charles, prins av Wales
- Charles Edward Maurice Spencer, 9:e earl Spencer (1964–)

Paret Spencer skilde sig i april 1969. Lord Spencer vann senare en bitter vårdnadstvist om barnen.
År 1976 gifte lord Spencer om sig med Raine, grevinna av Dartmouth, före detta hustru till Gerald Legge, 9:e earl av Dartmouth. Hon var dotter till Barbara Cartland, författare till romantiska romaner.